# Ariathisa spilocrossa
Ariathisa spilocrossa là một loài bướm đêm trong họ Noctuidae.